# Kim Kyong-hun
Kim Kyoung-hun född 15 juli 1975, är en sydkoreansk taekwondoutövare. 
Han tog OS-guld i tungviktsklassen i samband med de olympiska taekwondo-turneringarna 2000 i Sydney.